# Curcuma rhomba
Nghệ hoa cựa cong (danh pháp khoa học: Curcuma rhomba) là một loài thực vật có hoa trong họ Gừng. Loài này được John Donald Mood và Kai Larsen mô tả khoa học đầu tiên năm 2001.

## Phân bố
Loài này có tại Campuchia, Thái Lan, Việt Nam (Đắk Lắk). Mọc dưới tán rừng hỗn hợp thường xanh và rụng lá, hay rừng cây lá rộng.

## Mô tả
Cây thảo thân rễ cao 1-1,1 m hoặc hơn. Ruột thân rễ màu trắng. Lưỡi bẹ dài 1,5-1,7 cm, xẻ 2 thùy dài 7 mm, màu ánh đỏ. Phiến lá hình trái xoan rộng hay trái xoan, hình elip rộng, đáy cắt cụt, 29-46 × 9–18 cm, hai mặt nhẵn nhụi. Cuống lá dài 6–28 cm. Cụm hoa từ gốc (giữa lá), gần như hình thoi, ~9,5 × 5,5–6 cm. Cuống cụm hoa dài đến 2 cm. Lá bắc hình trứng, màu đỏ, kích thước 3,8-4,5 × 2–3 cm, chứa 4 hoa mỗi lá bắc. Không có lá bắc con. Ống đài cỡ 2 × 0,4 cm, màu hồng. Ống tràng hoa dài 3,8-4,5 cm, màu từ vàng nhạt đến trắng về phía đáy, nhẵn nhụi, dài hơn đài hoa. Thùy tràng hoa thẳng-hình mác, ~1,7-1,9 × 0,4-0,5 cm, mặt ngoài màu đỏ sẫm, mặt trong màu vàng; thùy lưng có lông thưa. Nhị lép bên hình phỏng thoi, 1,7 × 1,1 cm, màu vàng-da cam, đáy có các đốm đỏ. Cánh môi hình thận, màu vàng-cam, ~1,5-1,7 × 0,7-0,9 cm, đầu xẻ sâu xuống 9 mm chia cánh môi thành 2 thùy. Chỉ nhị cỡ 6 × 3 mm; cựa dài 1–2 mm; mào cao 1 mm. Bao phấn hình trứng ngược, hình xúc xích ngắn khi nhìn từ mặt bên, màu da cam. Bầu nhụy cỡ 2 × 2 mm, có lông tơ. Tuyến trên bầu dài ~9 mm.
Về hình thái, loài này tương tự như C. kayahensis, nhưng khác ở chỗ ruột thân rễ màu trắng (màu vàng ở C. kayahensis), mặt dưới của phiến lá nhẵn nhụi (rậm vảy màu trắng bạc ở C. kayahensis), cụm hoa từ gốc (trung tâm ở C. kayahensis), các lá bắc màu đỏ (màu lục nhạt với gân  đỏ ở C. kayahensis), và các hoa có bao phấn hình trứng ngược, hình xúc xích ngắn khi nhìn từ bên (hơi cong dài hơn ở C. kayahensis).